# 핀란드의 내무장관
핀란드의 내무장관(핀란드어: Suomen sisäministeri 수오멘 시새미니스테리[*])은 핀란드 국가평의회에 입각하는 각료 중 한 명으로서, 내무부의 총책임자다.
| 역대 장관                                                                 | 역대 장관                                                 | 역대 장관                                                 | 역대 장관                                                 | 역대 장관                                                 |
| 국내국장( Kamaritoimituskunnan päällikkö : 1823년-1918년)                 | 국내국장( Kamaritoimituskunnan päällikkö : 1823년-1918년) | 국내국장( Kamaritoimituskunnan päällikkö : 1823년-1918년) | 국내국장( Kamaritoimituskunnan päällikkö : 1823년-1918년) | 국내국장( Kamaritoimituskunnan päällikkö : 1823년-1918년) |
| 각료                                                                      | 정당                                                      | 정당                                                      | 임기                                                      | 원로원                                                    |
| ------------------------------------------------------------------------- | --------------------------------------------------------- | --------------------------------------------------------- | --------------------------------------------------------- | --------------------------------------------------------- |
| 구스타프 폰 코텐                                                          |                                                           | 무소속                                                    | 1823년-1825년                                             | 만네르헤임                                                |
| 구스타프 폰 코텐                                                          | 1826년 3월 1일-1828년 1월 12일                            | 무소속                                                    | 폰 보른                                                   |                                                           |
| 구스타프 폰 코텐                                                          | 1828년 1월 12일-1833년 4월 10일                           | 무소속                                                    | 팔크                                                      |                                                           |
| 구스타프 폰 코텐                                                          | 1833년 4월 10일-1833년 6월 16일                           | 무소속                                                    | 햬르네                                                    |                                                           |
| 카를 클리크                                                               |                                                           | 무소속                                                    | 햬르네                                                    | 1833년 6월 16일-1834년 10월 1일                           |
| 카를 아우구스트 람사위                                                    |                                                           | 무소속                                                    | 햬르네                                                    | 1834년 10월 1일-1841년 10월 1일                           |
| 브로르 울리크 비외륵스텐 (1854년 귀족 서임) 브로르 울리크 아프 비외륵스텐 |                                                           | 무소속                                                    | 1841년 10월 1일-1853년 10월 1일                           | 폰 하르트만                                               |
| 카를 빌헬름 트라프                                                        |                                                           | 무소속                                                    | 1853년 10월 1일-1855년 12월 20일                          | 폰 하르트만                                               |
| 베른트 페데를레위                                                         |                                                           | 무소속                                                    | 1855년 12월 20일-1858년 4월 29일                          | 폰 하르트만                                               |
| 베른트 페데를레위                                                         | 1858년 4월 29일-1862년 10월 1일                           | 무소속                                                    | 노르덴스탐                                                |                                                           |
| 로베르트 트라프                                                           |                                                           | 무소속                                                    | 노르덴스탐                                                | 1862년 10월 1일-1865년 10월 1일                           |
| 프란스 이바르 에델헤임                                                    |                                                           | 무소속                                                    | 노르덴스탐                                                | 1865년 10월 1일-1867년 10월 1일                           |
| 로베르트 트라프 (1868년 귀족 서임) 로베르트 폰 트라프                     |                                                           | 무소속                                                    | 노르덴스탐                                                | 1867년 10월 1일-1868년 7월 15일                           |
| 카를 올로프 크론스테트                                                    |                                                           | 무소속                                                    | 노르덴스탐                                                | 1868년 7월 15일-1870년 10월 1일                           |
| 클라스 헤르만 몰란데르                                                    |                                                           | 무소속                                                    | 노르덴스탐                                                | 1870년 10월 1일-1871년 5월 5일                            |
| 오스카르 노르멘                                                           |                                                           | 무소속                                                    | 노르덴스탐                                                | 1871년 5월 5일-1873년 5월 20일                            |
| 테오도르 세바스티안 틸렌                                                  |                                                           | 무소속                                                    | 노르덴스탐                                                | 1873년 5월 20일-1882년 4월 20일                           |
| 게오르그 자카리아스 포르스만 (1884년 개명) 위리외 사카리 위리외코스키넨   |                                                           | 핀란드당                                                  | 1882년 10월 1일-1885년 10월 1일                           | 아프 포르셀레스                                           |
| 카를 페르디난드 이그나티우스                                              |                                                           | 핀란드당                                                  | 1885년 10월 1일-1891년 11월 23일                          | 폰 트로일                                                 |
| 카를 페르디난드 이그나티우스                                              | 1891년 11월 23일-1900년 8월 27일                          | 핀란드당                                                  | 투데르                                                    |                                                           |
| 구스타프 에사이아스 펠만                                                  |                                                           | ???                                                       | 투데르                                                    | 1900년 7월 5일-1900년 10월 19일                           |
| 구스타프 에사이아스 펠만                                                  | 1900년 10월 19일-1905년 3월 29일                          | ???                                                       | 린데르                                                    |                                                           |
| 구스타프 에사이아스 펠만                                                  | 1905년 3월 29일-1905년 11월 11일                          | ???                                                       | 스트렝                                                    |                                                           |
| 카를 페르디난드 이그나티우스                                              |                                                           | 청년 핀란드당                                             | 1905년 12월 1일-1908년 6월 4일                            | 메켈린                                                    |
| 아우구스트 혤트                                                           |                                                           | 핀란드당                                                  | 1908년 8월 1일-1909년 11월 13일                           | 혤트                                                      |
| 테오도르 실만                                                             |                                                           | 핀란드당                                                  | 1909년 10월 13일-1910년 2월 14일                          | 마르코프                                                  |
| 알렉세이 호시아이노프                                                     |                                                           | 러시아계                                                  | 1910년 2월 14일-1911년 1월 21일                           | 마르코프                                                  |
| 플라톤 이바노프                                                           |                                                           | 러시아계                                                  | 1911년 4월 7일-1913년 5월 27일                            | 마르코프                                                  |
| 에르네스티 라이네살로                                                     |                                                           | 핀란드당                                                  | 1913년-1917년 3월 26일                                    | 보로비티노프                                              |
| 배이뇌 부올리요키                                                         |                                                           | 사회민주당                                                | 1917년 3월 26일-1917년 8월 17일                           | 토코이                                                    |
| 루돌프 홀스티                                                             |                                                           | 청년 핀란드당                                             | 1917년 9월 8일-1917년 9월 17일                            | 세탤래                                                    |
| 하랄드 오커만                                                             |                                                           | 무소속                                                    | 1917년 9월 17일-1917년 11월 27일                          | 세탤래                                                    |
| 내무국장( sisäasiaintoimituskunnan päällikkö : 1917년-1918년)             |                                                           |                                                           |                                                           |                                                           |
| 각료                                                                      | 정당                                                      | 정당                                                      | 임기                                                      | 원로원                                                    |
| 아르투르 카스트렌                                                         |                                                           | 청년 핀란드당                                             | 1917년 11월 27일-1918년 11월 27일                         | 제1차 스빈후부드                                          |
| 아르투르 카스트렌                                                         | 1918년 5월 27일–1918년 11월 27일                          | 청년 핀란드당                                             | 제1차 파시키비                                            |                                                           |
| 내무장관( sisäasiainministeri : 1918년-2013년) [ 1 ]                      |                                                           |                                                           |                                                           |                                                           |
| 각료                                                                      | 정당                                                      | 정당                                                      | 임기                                                      | 내각                                                      |
| 안티 툴렌헤이모                                                           |                                                           | 국민연합당                                                | 1918년 11월 27일-1919년 4월 17일                          | 제1차 잉그만                                              |
| 카를 보스슈라데르                                                         |                                                           | 스웨덴인당                                                | 1919년 4월 17일-1919년 8월 15일                           | K. 카스트렌                                               |
| 헤이키 리타부오리                                                         |                                                           | 국민진보당                                                | 1919년 8월 15일-1920년 3월 15일                           | 제1차 벤놀라                                              |
| 알베르트 폰 헬렌스                                                        |                                                           | 국민진보당                                                | 1920년 3월 15일-1921년 4월 9일                            | 에리히                                                    |
| 헤이키 리타부오리                                                         |                                                           | 국민진보당                                                | 1921년 4월 9일-1922년 2월 14일 †                          | 제2차 벤놀라                                              |
| 헤이모 헬미넨                                                             |                                                           | 국민진보당                                                | 1922년 2월 24일-1922년 6월 2일                            | 제2차 벤놀라                                              |
| 위리외 요하네스 에스켈래                                                  |                                                           | 무소속                                                    | 1922년 6월 2일-1922년 3월 14일                            | 제1차 카얀데르                                            |
| 빌쿠 요우카하이넨                                                         |                                                           | 농업동맹                                                  | 1922년 3월 14일-1924년 1월 18일                           | 제1차 칼리오                                              |
| 위리외 요하네스 에스켈래                                                  |                                                           | 무소속                                                    | 1924년 1월 18일-1924년 5월 31일                           | 제2차 카얀데르                                            |
| 군나르 사흘스테인                                                         |                                                           | 국민연합당                                                | 1924년 5월 31일-1925년 3월 31일                           | 제2차 잉그만                                              |
| 마티 아우라                                                               |                                                           | 무소속                                                    | 1925년 3월 31일-1925년 12월 31일                          | 툴렌헤이모                                                |
| 구스타프 이그나티우스                                                     |                                                           | 국민연합당                                                | 1925년 12월 31일-1926년 12월 13일                         | 제2차 칼리오 내각                                         |
| 리에티 이트코넨                                                           |                                                           | 사회민주당                                                | 1926년 12월 13일-1927년 4월 12일                          | 탄네르                                                    |
| 올라비 헤이키 푸로                                                        |                                                           | 사회민주당                                                | 1927년 4월 29일-1927년 12월 17일                          | 탄네르                                                    |
| 마티 아우라                                                               |                                                           | 무소속                                                    | 1927년 12월 17일-1928년 12월 22일                         | 제1차 수닐라                                              |
| 토이보 키비매키                                                           |                                                           | 국민진보당                                                | 1928년 12월 22일-1929년 8월 16일                          | 만테레                                                    |
| 아르보 린투리                                                             |                                                           | 무소속                                                    | 1929년 8월 16일-1930년 7월 4일                            | 제3차 칼리오                                              |
| 에르키 쿠오카넨                                                           |                                                           | 국민연합당                                                | 1930년 7월 4일-1931년 3월 21일                            | 제2차 스빈후부드                                          |
| 에른스트 폰 보른                                                          |                                                           | 스웨덴인당                                                | 1931년 3월 21일-1932년 12월 14일                          | 제2차 수닐라                                              |
| 위리외 푸하카                                                             |                                                           | 무소속                                                    | 1932년 12월 14일-1936년 10월 7일                          | 키비매키                                                  |
| 위리외 푸하카                                                             | 1936년 10월 7일-1937년 3월 12일                           | 무소속                                                    | 제4차 칼리오                                              |                                                           |
| 우르호 케코넨                                                             |                                                           | 농업동맹                                                  | 1937년 3월 12일-1939년 12월 1일                           | 제3차 카얀데르                                            |
| 에른스트 폰 보른                                                          |                                                           | 스웨덴인당                                                | 1939년 12월 1일–1940년 3월 27일                           | 제1차 뤼티                                                |
| 에른스트 폰 보른                                                          | 1940년 3월 27일–1941년 1월 4일                            | 스웨덴인당                                                | 제2차 뤼티                                                |                                                           |
| 에른스트 폰 보른                                                          | 1941년 1월 4일–1941년 5월 13일                            | 스웨덴인당                                                | 랑겔 내각                                                 |                                                           |
| 토이보 호렐리                                                             |                                                           | 스웨덴인당                                                | 랑겔 내각                                                 | 1941년 5월 13일-1943년 3월 5일                            |
| 레오 에른로트                                                             |                                                           | 스웨덴인당                                                | 1943년 3월 5이-1944년 8월 8일                             | 링코미에스                                                |
| 카를로 힐릴래                                                             |                                                           | 농업동맹                                                  | 1944년 8월 8일-1944년 9월 21일                            | 하크첼                                                    |
| 카를로 힐릴래                                                             | 1944년 9월 21일-1944년 11월 17일                          | 농업동맹                                                  | U. 카스트렌                                               |                                                           |
| 카를로 힐릴래                                                             | 1944년 11월 17일-1945년 4월 17일                          | 농업동맹                                                  | 제2차 파시키비                                            |                                                           |
| 위리외 레이노                                                             |                                                           | 인민민주동맹                                              | 1945년 4월 17일-1948년 5월 22일                           | 페칼라                                                    |
| 에이노 킬피                                                               |                                                           | 인민민주동맹                                              | 1948년 5월 26일-1948년 7월 29일                           | 페칼라                                                    |
| 아레 시모넨                                                               |                                                           | 사회민주당                                                | 1948년 7월 29일-1950년 3월 17일                           | 제1차 파게르홀름                                          |
| 우르호 케코넨                                                             |                                                           | 농업동맹                                                  | 1950년 3월 17일-1951년 1월 17일                           | 제1차 케코넨                                              |
| 비에노 유시 숙셀라이넨                                                    |                                                           | 농업동맹                                                  | 1951년 1월 17일-1951년 1월 17일                           | 제2차 케코넨                                              |
| 비에노 유시 숙셀라이넨                                                    | 1951년 1월 17일-1951년 9월 20일                           | 농업동맹                                                  | 제3차 케코넨                                              |                                                           |
| 비에노 유시 숙셀라이넨                                                    | 1951년 9월 20일-1953년 3월 17일                           | 농업동맹                                                  | 제4차 케코넨                                              |                                                           |
| 헤이키 카니스토                                                           |                                                           | 인민당                                                    | 1953년 3월 17일-1954년 5월 5일                            | 투오미오야                                                |
| 배이뇌 레스키넨                                                           |                                                           | 사회민주당                                                | 1954년 5월 5일-1954년 10월 20일                           | 퇴른그렌                                                  |
| 배이뇌 레스키넨                                                           | 1954년 10월 20일-1955년 9월 30일                          | 사회민주당                                                | 제5차 케코넨                                              |                                                           |
| 발토 캐켈래                                                               |                                                           | 사회민주당                                                | 제5차 케코넨                                              | 1995년 9월 30일-1956년 3월 3일                            |
| 빌호 배위뤼넨                                                             |                                                           | 사회민주당                                                | 1956년 3월 3일-1957년 5월 27일                            | 제2차 파게르홀름                                          |
| 하라스 퀴태                                                               |                                                           | 인민당                                                    | 1957년 5월 27일-1957년 9월 2일                            | 제1차 숙셀라이넨                                          |
| 테우보 아우라                                                             |                                                           | 무소속                                                    | 1957년 9월 2일-1957년 11월 29일                           | 제1차 숙셀라이넨                                          |
| 우르호 키우카스                                                           |                                                           | 무소속                                                    | 1957년 11월 29일-1958년 4월 26일                          | 폰 피안트                                                 |
| 하라스 퀴태                                                               |                                                           | 무소속                                                    | 1958년 4월 26일-1958년 8월 29일                           | 쿠스코스키                                                |
| 아테 파카넨                                                               |                                                           | 농업동맹                                                  | 1958년 8월 29일-1959년 1월 13일                           | 제3차 파게르홀름                                          |
| 에이노 팔로베시                                                           |                                                           | 농업동맹                                                  | 1959년 1월 13일-1960년 2월 4일                            | 제2차 숙셀라이넨                                          |
| 에밀 비흐토리 루카                                                        |                                                           | 농업동맹                                                  | 1960년 2월 4일-1961년 7월 14일                            | 제2차 숙셀라이넨                                          |
| 에밀 비흐토리 루카                                                        | 1961년 7월 14일-1962년 4월 13일                           | 농업동맹                                                  | 제1차 미에투넨                                            |                                                           |
| 엘리 에르킬래                                                             |                                                           | 농업동맹                                                  | 1962년 4월 13일-1963년 2월 8일                            | 제1차 카랼라이넨                                          |
| 닐로 뤼흐태                                                               |                                                           | 농업동맹                                                  | 1963년 2월 8일-1963년 12월 18일                           | 제1차 카랼라이넨                                          |
| 아르노 하누스                                                             |                                                           | 무소속                                                    | 1963년 12월 18일-1964년 9월 12일                          | 레흐토                                                    |
| 닐로 뤼흐태                                                               |                                                           | 중앙당                                                    | 1964년 9월 12일-1966년 5월 27일                           | 비롤라이넨                                                |
| 헤이키 투오미넨                                                           |                                                           | 사회민주당                                                | 1968년 3월 22일-1970년 5월 14일                           | 제1차 코이비스토                                          |
| 테무 힐투넨                                                               |                                                           | 무소속                                                    | 1970년 5월 14일-1970년 7월 15일                           | 제1차 아우라                                              |
| 아르투리 얨센                                                             |                                                           | 중앙당                                                    | 1970년 7월 15일-1971년 5월 28일                           | 제2차 카랼라이넨                                          |
| 에이노 우시탈로                                                           |                                                           | 중앙당                                                    | 1971년 5월 28일-1971년 10월 29일                          | 제2차 카랼라이넨                                          |
| 헤이키 투오미넨                                                           |                                                           | 무소속                                                    | 1971년 10월 29일-1972년 2월 23일                          | 제2차 아우라                                              |
| 마르티 비타넨                                                             |                                                           | 사회민주당                                                | 1972년 2월 23일-1972년 9월 4일                            | 제2차 파시오                                              |
| 헤이키 투오미넨                                                           |                                                           | 무소속                                                    | 1972년 9월 4일-1975년 6월 13일                            | 제1차 소르사                                              |
| 헤이키 코스키                                                             |                                                           | 무소속                                                    | 1975년 6월 13일-1975년 11월 30일                          | 리나마                                                    |
| 파보 틸리카이넨                                                           |                                                           | 사회민주당                                                | 1975년 11월 30일-1976년 9월 29일                          | 제2차 미에투넨                                            |
| 에이노 우시탈로                                                           |                                                           | 중앙당                                                    | 1976년 9월 29일-1977년 5월 15일                           | 제3차 미에투넨                                            |
| 에이노 우시탈로                                                           | 1977년 5월 15일-1979년 5월 26일                           | 중앙당                                                    | 제2차 소르사                                              |                                                           |
| 에이노 우시탈로                                                           | 1979년 5월 26일-1982년 2월 19일                           | 중앙당                                                    | 제2차 코이비스토                                          |                                                           |
| 마티 아흐데                                                               |                                                           | 사회민주당                                                | 1982년 2월 19일-1983년 5월 6일                            | 제3차 소르사                                              |
| 마티 아흐데                                                               | 1983년 5월 6일-1983년 9월 30일                            | 사회민주당                                                | 제4차 소르사                                              |                                                           |
| 마티 루티넨                                                               |                                                           | 사회민주당                                                | 1983년 10월 1일-1984년 11월 30일                          | 제4차 소르사                                              |
| 카이사 라티카이넨                                                         |                                                           | 사회민주당                                                | 1984년 12월 1일-1987년 4월 30일                           | 제4차 소르사                                              |
| 야르모 란타넨                                                             |                                                           | 사회민주당                                                | 1987년 4월 30일-1991년 4월 26일                           | 홀케리                                                    |
| 마우리 페카리넨                                                           |                                                           | 중앙당                                                    | 1991년 4월 26일-1995년 4월 13일                           | 아호                                                      |
| 얀에리크 에네스탐                                                         |                                                           | 스웨덴인당                                                | 1995년 4월 13일-1999년 4월 15일                           | 제1차 리포넨                                              |
| 카리 해캐미에스                                                           |                                                           | 국민연합당                                                | 1999년 4월 15일-2000년 9월 1일                            | 제2차 리포넨                                              |
| 빌레 이탤래                                                               |                                                           | 국민연합당                                                | 2000년 9월 1일-2003년 4월 17일                            | 제2차 리포넨                                              |
| 카리 라야매키                                                             |                                                           | 사회민주당                                                | 2003년 4월 17일-2003년 6월 24일                           | 예텐매키                                                  |
| 카리 라야매키                                                             | 2003년 6월 24일-2007년 4월 19일                           | 사회민주당                                                | 제1차 반하넨                                              |                                                           |
| 아네 홀름룬드                                                             |                                                           | 국민연합당                                                | 2007년 4월 19일-2010년 6월 22일                           | 제2차 반하넨                                              |
| 아네 홀름룬드                                                             | 2010년 6월 22일-2011년 6월 22일                           | 국민연합당                                                | 키비니에미                                                |                                                           |
| 패이비 래새넨                                                             |                                                           | 기독교민주당                                              | 2011년 6월 22일-2013년 12월 31일                          | 카타이넨                                                  |
| 내무장관( sisäministeri : 2014년-현재) [ 2 ]                              |                                                           |                                                           |                                                           |                                                           |
| 각료                                                                      | 정당                                                      | 정당                                                      | 임기                                                      | 내각                                                      |
| 패이비 래새넨                                                             |                                                           | 기독교민주당                                              | 2014년 1월 1일-2014년 6월 24일                            | 카타이넨                                                  |
| 패이비 래새넨                                                             | 2014년 6월 24일-2015년 5월 29일                           | 기독교민주당                                              | 스투브                                                    |                                                           |
| 페테리 오르포                                                             |                                                           | 국민연합당                                                | 2015년 5월 29일-2016년 6월 22일                           | 시필래                                                    |
| 파울라 리시코                                                             |                                                           | 국민연합당                                                | 2016년 6월 22일-2018년 2월 5일                            | 시필래                                                    |
| 카이 뮈캐넨                                                               |                                                           | 국민연합당                                                | 2018년 2월 12일-현임                                      | 시필래                                                    |